# Jean-François Jomphe
Pour les articles homonymes, voir Jomphe.
Jean-François Jomphe (né le 28 décembre 1972 à Havre-Saint-Pierre, province de Québec au Canada) est un joueur professionnel canadien de hockey sur glace.

## Carrière
Joueur ayant atteint la Ligue nationale de hockey sans être préalablement repêché par un de ses clubs. Il joua son hockey junior dans la Ligue de hockey junior majeur du Québec avant de signer un premier contrat professionnel en 1993 avec les Mighty Ducks d'Anaheim (maintenant devenus les Ducks d'Anaheim), alors club d'expansion de la LNH. Lors de la saison 1993-1994, il ne parvint pas à s'aligner avec les Mighty Ducks, jouant dans l'ECHL et pour les Gulls de San Diego de la Ligue internationale de hockey.
En 1994-1995, il s'aligna avec l'équipe nationale du Canada lui permettant ainsi de se joindre à la formation canadienne lors du Championnat du monde de hockey en 1995. Offrant une performance honnête, le Canada se mérita la médaille de bronze lors de ce championnat. La saison suivante, il revint dans l'organisation californienne y jouant même ses premières parties dans la grande ligue. Il y récolta un total de 14 points en 31 parties. 
En 1996-1997, il parvint à se tailler un poste permanent y jouant sa première saison complète dans la LNH, ce sera sa seule. La saison suivante, il la débuta dans l'organisation qui lui a donné sa première chance au niveau professionnel, mais il ira aussi jouer dans sa province natale avec les Rafales de Québec de la LIH.
La saison 1998-1999 en fut une de changement. Il fut échangé au cours de l'été précédant la saison aux Coyotes de Phoenix avec lesquels il ne joua qu'une partie. Il fut par la suite échangé aux Canadiens de Montréal avec lesquels il joua ses six dernières parties dans la LNH.
En 1999-2000, il commença sa carrière de joueur de hockey en territoire européen. Il s'aligna quelques saisons en Allemagne avant de jouer deux saisons dans la seconde division du championnat suisse de hockey avec le HC Bienne.

## Vie personnelle
Jomphe a été marié avec Jaci Smith, héritière des épiceries Smith's. Jomphe se maria ensuite avec Shay Lynn Gatlin le 12 mai 2006. En 2007, naquit leur seul fils, Presley Joseph Jomphe. Ils divorcèrent peu de temps après cet évènement.

## Statistiques
Pour les significations des abréviations, voir Statistiques du hockey sur glace.
| Saison     | Équipe                     | Ligue      |     | Saison régulière | Saison régulière | Saison régulière | Saison régulière | Saison régulière |    | Séries éliminatoires | Séries éliminatoires | Séries éliminatoires | Séries éliminatoires | Séries éliminatoires |
| Saison     | Équipe                     | Ligue      | PJ  | B                | A                | Pts              | Pun              | PJ               | B  | A                    | Pts                  | Pun                  |                      |                      |
| 1990-1991  | Cataractes de Shawinigan   | LHJMQ      | 42  | 17               | 22               | 39               | 14               | 6                | 2  | 1                    | 3                    | 2                    |                      |                      |
| 1991-1992  | Cataractes de Shawinigan   | LHJMQ      | 44  | 28               | 33               | 61               | 69               | 10               | 6  | 10                   | 16                   | 10                   |                      |                      |
| 1992-1993  | Faucons de Sherbrooke      | LHJMQ      | 60  | 43               | 43               | 86               | 86               | 15               | 10 | 13                   | 23                   | 18                   |                      |                      |
| 1993-1994  | Monarchs de Greensboro     | ECHL       | 25  | 9                | 9                | 18               | 41               | 1                | 1  | 0                    | 1                    | 0                    |                      |                      |
| 1993-1994  | Gulls de San Diego         | LIH        | 29  | 2                | 3                | 5                | 12               | -                | -  | -                    | -                    | -                    |                      |                      |
| 1995-1996  | Bandits de Baltimore       | LAH        | 47  | 21               | 34               | 55               | 75               | -                | -  | -                    | -                    | -                    |                      |                      |
| 1995-1996  | Mighty Ducks d'Anaheim     | LNH        | 31  | 2                | 12               | 14               | 39               | -                | -  | -                    | -                    | -                    |                      |                      |
| 1996-1997  | Mighty Ducks d'Anaheim     | LNH        | 64  | 7                | 14               | 21               | 53               | -                | -  | -                    | -                    | -                    |                      |                      |
| 1997-1998  | Mighty Ducks de Cincinnati | LAH        | 38  | 9                | 19               | 28               | 32               | -                | -  | -                    | -                    | -                    |                      |                      |
| 1997-1998  | Rafales de Québec          | LIH        | 17  | 6                | 4                | 10               | 24               | -                | -  | -                    | -                    | -                    |                      |                      |
| 1997-1998  | Mighty Ducks d'Anaheim     | LNH        | 9   | 1                | 3                | 4                | 8                | -                | -  | -                    | -                    | -                    |                      |                      |
| 1998-1999  | Falcons de Springfield     | LAH        | 29  | 10               | 18               | 28               | 36               | -                | -  | -                    | -                    | -                    |                      |                      |
| 1998-1999  | Canadiens de Fredericton   | LAH        | 3   | 1                | 3                | 4                | 6                | 15               | 5  | 11                   | 16                   | 49                   |                      |                      |
| 1998-1999  | Thunder de Las Vegas       | LIH        | 32  | 6                | 14               | 20               | 63               | -                | -  | -                    | -                    | -                    |                      |                      |
| 1998-1999  | Coyotes de Phoenix         | LNH        | 1   | 0                | 0                | 0                | 2                | -                | -  | -                    | -                    | -                    |                      |                      |
| 1998-1999  | Canadiens de Montréal      | LNH        | 6   | 0                | 0                | 0                | 0                | -                | -  | -                    | -                    | -                    |                      |                      |
| 1999-2000  | Krefeld Pinguine           | DEL        | 47  | 12               | 33               | 45               | 109              | 4                | 0  | 1                    | 1                    | 6                    |                      |                      |
| 2000-2001  | Adler Mannheim             | DEL        | 47  | 11               | 16               | 27               | 178              | 11               | 5  | 5                    | 10                   | 22                   |                      |                      |
| 2002-2003  | ERC Ingolstadt             | DEL        | 46  | 13               | 27               | 40               | 110              | -                | -  | -                    | -                    | -                    |                      |                      |
| 2003-2004  | HC Bienne                  | LNB        | 20  | 19               | 15               | 34               | 61               | 4                | 2  | 1                    | 3                    | 49                   |                      |                      |
| 2004-2005  | HC Bienne                  | LNB        | 22  | 10               | 15               | 25               | 22               | -                | -  | -                    | -                    | -                    |                      |                      |
| Totaux LNH | Totaux LNH                 | Totaux LNH | 111 | 10               | 29               | 39               | 102              | -                | -  | -                    | -                    | -                    |                      |                      |

### En équipe nationale
| Année | Équipe | Compétition          |   | PJ | B | A | Pts | Pun                |  | Résultat |
| 1995  | Canada | Championnat du monde | 8 | 4  | 0 | 4 | 6   | Médaille de bronze |  |          |
| 1996  | Canada | Championnat du monde | 8 | 0  | 1 | 1 | 4   | Médaille d'argent  |  |          |

## Transactions
- 7 septembre 1993 : signe un contrat comme joueur autonome avec les Mighty Ducks d'Anaheim.
- 18 juin 1998 : échangé aux Coyotes de Phoenix par les Mighty Ducks d'Anaheim en retour de Jim McKenzie.
- 23 mars 1999 : échangé aux Canadiens de Montréal par les Coyotes de Phoenix en retour d'une somme d'argent.